# 山西私立进山学校旧址
山西私立进山学校旧址是一处近现代重要史迹及代表性建筑，位于山西省太原市尖草坪区上兰街道华工社区	学院路3号中北大学院内，建于1932年。
2011年12月31日，山西私立进山学校旧址公布为太原市文物保护单位。2021年8月4日，山西私立进山学校旧址公布为第六批山西省文物保护单位。